# Задушники (Куявсько-Поморське воєводство)
Задушники (пол. Zaduszniki) — село в Польщі, у гміні Вельґе Ліпновського повіту Куявсько-Поморського воєводства.
Населення — 624 особи (2011).
У 1975-1998 роках село належало до Влоцлавського воєводства.

## Демографія
Демографічна структура станом на 31 березня 2011 року:
|          | Загалом | Допрацездатний вік | Працездатний вік | Постпрацездатний вік |
| -------- | ------- | ------------------ | ---------------- | -------------------- |
| Чоловіки | 292     | 67                 | 197              | 28                   |
| Жінки    | 332     | 80                 | 184              | 68                   |
| Разом    | 624     | 147                | 381              | 96                   |

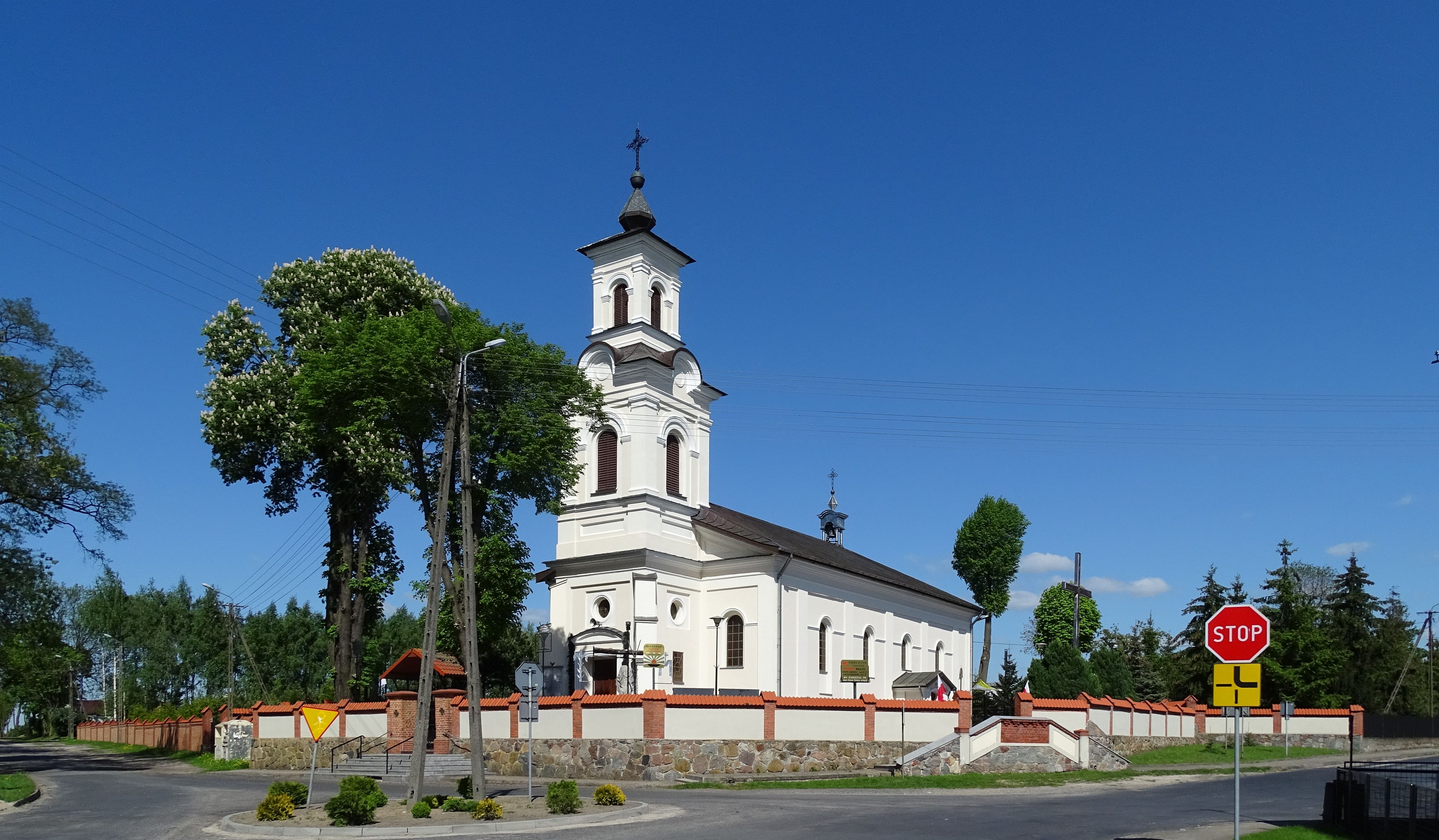
Парафіяльна церква.